# Korsväg (bok)
Korsväg är en diktsamling av Artur Lundkvist, utgiven 1942. Samlingen domineras av större sviter uppdelade i avsnitt som "Vägkorsningar", "Vandringar i hemlandet", "Sången om fadern", "Sången om kvinnan" samt de fyra porträttdikterna av Stagnelius, Hölderlin, Lautréamont och Freud. Lundkvists uttryck karakteriseras av att förena ett expressivt bildspråk med gestaltningar av inre verkligheter.